# Real Casa de Pajes

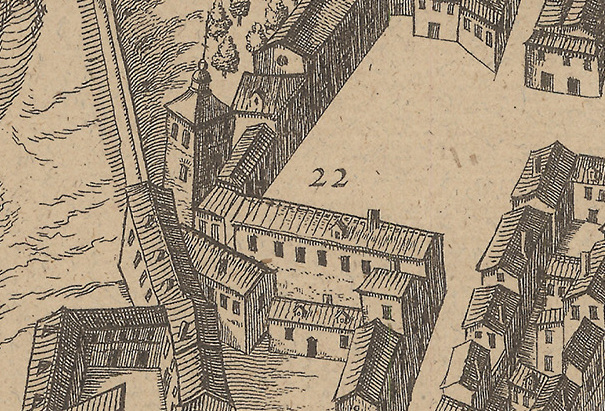
La Casa de Pajes, sede de la institución, en el Plano de Teixeira (1656)

La Real Casa de Pajes (también, Real Casa de Caballeros Pajes, o simplemente Casa de Pajes) fue una institución educativa de la corte española destinada a educar a jóvenes nobles para el servicio del rey de España y su familia.

## Historia
El origen de los pajes como colectivo puede trazarse a principios del siglo XVI. La consolidación como institución se produjo hacia 1570, cuando Felipe II compró las casas de Felipe de Guevara en Madrid para servir como Casa de Pajes.
Sufrió tres grandes reformas durante el siglo XVII:
- En 1639 se promulgó una Instrucción nueva para el gobierno de la Casa de los Pajes de su Magestad que se ha de guardar inviolablemente desde el año 1639 en adelante. Esta instrucción fue realizada a raíz de trabajos realizados en la década de 1630, a instigación del Conde-duque de Olivares en el marco de la mejora de la formación de servidores reales.
- En 1661 el caballerizo mayor, Fernando de Borja (nombrado en 1661), promulgó unas nuevas ordenanzas bajo el nombre: La Casa de los pajes de su Mgd. Instrucción de lo que se a de observar en la dicha casa, dada en 17 de agos. de 1662, por el sr. Don Fernando de Borja, caballerizo mayor.
- La última en 1687, bajo Carlos II, recomendaba un número de 24 pajes.

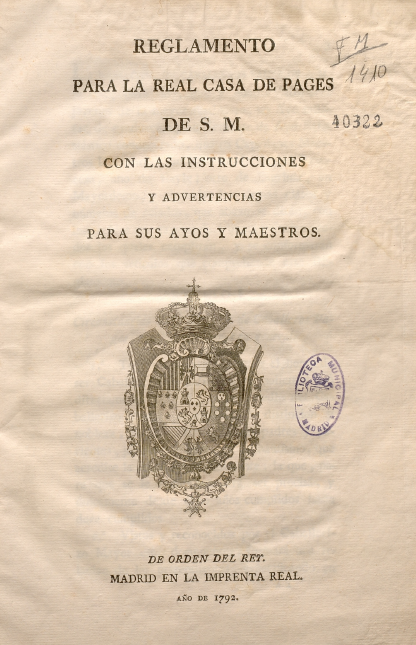
Portada del Reglamento de la institución otorgado en 1792

El siglo XVIII también supondría distintas reformas sobre la institución en distintos años. Destacó la de 1792 en que se publicó un nuevo Reglamento para la Real Casa de Pages de S.M.: con las instrucciones y advertencias para sus ayos y maestros.
La casa desaparecería en 1822, durante el Trienio Liberal, como consecuencia de las quejas que los propios pajes habían representado en carta al Mayordomo Mayor el 21 de octubre de 1821.

## Descripción
La Casa de Pajes se encontraba bajo la responsabilidad del Caballerizo mayor del rey. Los aspirantes a ser admitidos en la Real Casa de Pajes debían de ser nobles y contar con una edad de entre ocho y doce años. 
De acuerdo con su reforma de 1761 la Casa de Pajes debía de estar compuesta de las siguientes personas: ayo, capellán, un maestro de primeras letras,  otro de gramática, otro  de retórica y filosofía y otro de matemáticas; un maestro de armas, otro de lengua francesa y un último de baile; un mayordomo, un médico, un cirujano, seis ayudas de cámara, dos ayudas de cámara como enfermeros, un sastre, un comprador, un cocinero, un ayudante, dos mozos, un guardarropa, una planchadora, dos lavanderas.
Desde 1570 hasta su desaparición en 1822 tuvo su sede en la Casa de Pages al sur del espacio ocupado por la plaza situada frente al lugar donde se alzarían el Alcázar de Madrid primero, y después del Palacio Real nuevo.